# لشکر ۴۶ پیاده (ایالات متحده آمریکا)
لشکر ۴۶ پیاده (انگلیسی: 46th Infantry Division) لشکر پیاده‌نظام نیروی زمینی ایالات متحده آمریکا است، که در سال ۱۹۴۷ تأسیس شد و در سال ۱۹۶۸ منحل گردید.
این واحد، تشکیلاتی از گارد ملی ارتش میشیگان بود که بین سال‌های ۱۹۴۷ تا ۱۹۶۸ فعال بود. در ابتدا ستاد مرکزی آن در لنسینگ قرار داشت. بسیاری از واحدهای آن قبلاً بخشی از لشکر ۳۲ پیاده‌نظام بودند. در مارس ۱۹۶۳ به ساختار لشکر هدف سازماندهی مجدد ارتش تبدیل شد. تیپ دوم این لشکر در سال ۱۹۶۵ به نیروی ذخیره منتخب، یک بخش با آمادگی بالاتر، اختصاص داده شد. عملاً کل لشکر در واکنش به شورش خیابان دوازدهم در دیترویت در ژوئیه-اوت ۱۹۶۷ درگیر بود.
کاهش تعداد گارد ملی ارتش در سال ۱۹۶۸، که توسط رابرت مک‌نامارا، وزیر دفاع، آغاز شد و احساس می‌کرد پانزده لشکر زیاد است، این لشکر را به تیپ ۴۶ (تشکیل شده از تیپ ۲ در وایومینگ، میشیگان) کاهش داد که در ۱ فوریه ۱۹۶۸ به لشکر ۳۸ پیاده‌نظام اختصاص یافت. این تیپ در جریان بازسازی ارتش در سال ۲۰۰۴ منحل شد.